# ابن بیری
ابراهیم بن حسین شهرت‌یافته به ابن بِیْری (۱۶۱۴–۱۶۸۸م) (ابراهیم بن حسین بن احمد بن بیری) فقیه حنفی، محدث و نویسندهٔ حجازی در سدهٔ هفدهم میلادی/یازدهم قمری بود. حاشیه‌ها و شرح‌نوشته‌هایی از او به‌جای مانده است.